# 潮騒 (1971年の映画)
『潮騒』（しおさい）は、1971年（昭和46年）9月24日に公開された日本映画。監督は森谷司郎。配給は東宝。カラー。三島由紀夫の小説『潮騒』を原作にした映画の3番目にあたる。1971度のキネマ旬報ベストテンでは圏外の第66位となった。併映は『父ちゃんのポーが聞える』（吉沢京子主演/石田勝心監督）。

## スタッフ
- 監督：森谷司郎
- 製作：田中収
- 原作：三島由紀夫
- 脚本：井手俊郎
- 音楽：渋谷毅
- 撮影：中井朝一
- 美術：阿久根巌
- 録音：伴利也
- 照明：高島利雄
- 編集：池田美千子
- チーフ助監督：大森健次郎
- スチル：吉崎松雄

## キャスト
- 久保新治：朝比奈逸人
- 宮田初江：小野里みどり[4]
- 川本安夫：佐々木勝彦
- 千代子：木内みどり
- 久保とみ：小田切みき
- 久保宏：越智光弘
- 宮田照吉：石山健二郎
- 灯台長：桑山正一
- 奥さん：斉藤美和
- 大山十吉：藤田進
- 龍二：橋本広行
- 宗やん：小川寿一
- 勝やん：中山次男
- 歌島丸船長：下川辰平
- 行商人：三谷昇